# 姚辉第
姚辉第（？—？），河南辉县人，清朝政治人物。
道光十八年（1838年），登進士。咸丰元年（1851年）接替毓庆任上海县知县一职，咸丰三年（1853年）由袁祖德接任。